# Нестеровський Станіслав Борисович
Станіслав Борисович Нестеровський (20 грудня 1948, місто Сарни Рівненської області) — радянський діяч, старший апаратник Ровенського виробничого об'єднання «Азот». Член Центральної контрольної комісії КПРС у 1990—1991 роках.

## Життєпис
У 1966 році закінчив Здолбунівську середню школу № 2 Ровенської області.
У 1966—1967 роках — електромонтер Здолбунівського локомотивного депо.
З 1967 по 1969 рік служив у Радянській армії.
Член КПРС з 1970 року.
З 1970 року — звільнений секретар комсомольської організації Здолбунівського професійно-технічного училища № 2.
У 1972 році закінчив Ровенське технічне училище № 2.
У 1972—1973 роках — апаратник, з 1973 року — старший апаратник Ровенського виробничого об'єднання «Азот».
Подальша доля невідома.